# Kryštof (hudební skupina)
Kryštof je česká hudební skupina, kterou založili Richard Krajčo, Nikolaj Arichtev, Jarda Blahut, Biser Arichtev a Pavel Studník v roce 1993 v  Havířově.

## Historie
Již po třech měsících od vzniku absolvovali několik koncertů a  nahráli svou první demokazetu Sqěle. Po úspěších přišly první komplikace, kapelu opustil kytarista Pavel Studník a Biser Arichtev. Zanedlouho se však našla náhrada v podobě Marka Sloniny a saxofon obsluhoval Aleš Konieczny, se kterými kapela nahrála druhý demosnímek. Při natáčení třetího demosnímku však kapelu opustili Marek Slonina a Aleš Konieczny, které nahradili Nikos Petros Kuluris a Evžen Hofmann. Jako hosté vystupovali Ondřej Kyjonka a Nikos Grigoriadis, kteří s kapelou zůstali. Na základě prvních demosnímků byla společnosti MONITOR-EMI nabídnuta smlouva na tři regulérní desky. Poslední změnou ve složení byl Jakub Dominik, který nahradil Jardu Blahuta. V tomto složení kapela vystupuje dodnes.
V roce 2017 kapela u příležitosti 25. výročí svého působení vystoupila na strahovském stadionu a podle hudebního webu iREPORT se jednalo o „nejpompéznější vystoupení“ kapely.

## Členové
- Richard Krajčo: vokály, kytara, zpěv
- Nikolaj Atanasov Arichtev: basová kytara
- Jakub Dominik: bicí, klavír
- Nikolas Grigoriadis: trumpeta
- Evžen Hofmann: elektrická kytara
- Ondřej Kyjonka:  elektrická kytara
- Nikos Petros Kuluris: saxofon, klarinet

## Diskografie

### Studiová alba
- 2001 – Magnetické pole – pokřtěno 22. června 2001 v ostravském klubu Boomerang na Stodolní ulici
- 2002 – V siločarách
- 2003 – 03
- 2004 – Mikrokosmos
- 2006 – Rubikon
- 2010 – Jeviště – nejprve vyšlo pouze v MP3, 22. ledna 2010 také jako CD
- 2012 – Inzerát
- 2015 – Srdcebeat – Album debutovalo na první příčce českého žebříčku TOP50 Prodejní IFPI v roce 2016 se prodalo přes 36 tisíc kusů a bylo oceněno 6× platina
- 2021 – Halywůd

### Výběrová alba
- 2007 – Poločas/Best of
- 2012 – REM-X-Y
- 2017 – 25

### Koncertní alba
- 2005 – Ži(v)je – záznam koncertu v pražské Lucerně z 22. května 2005, vyšlo také na DVD
- 2008 – Kryštof v Opeře – záznam koncertu ve Státní opeře v Praze z 1. prosince 2008, bonus: Tak nějak málo tančím (radio edit)

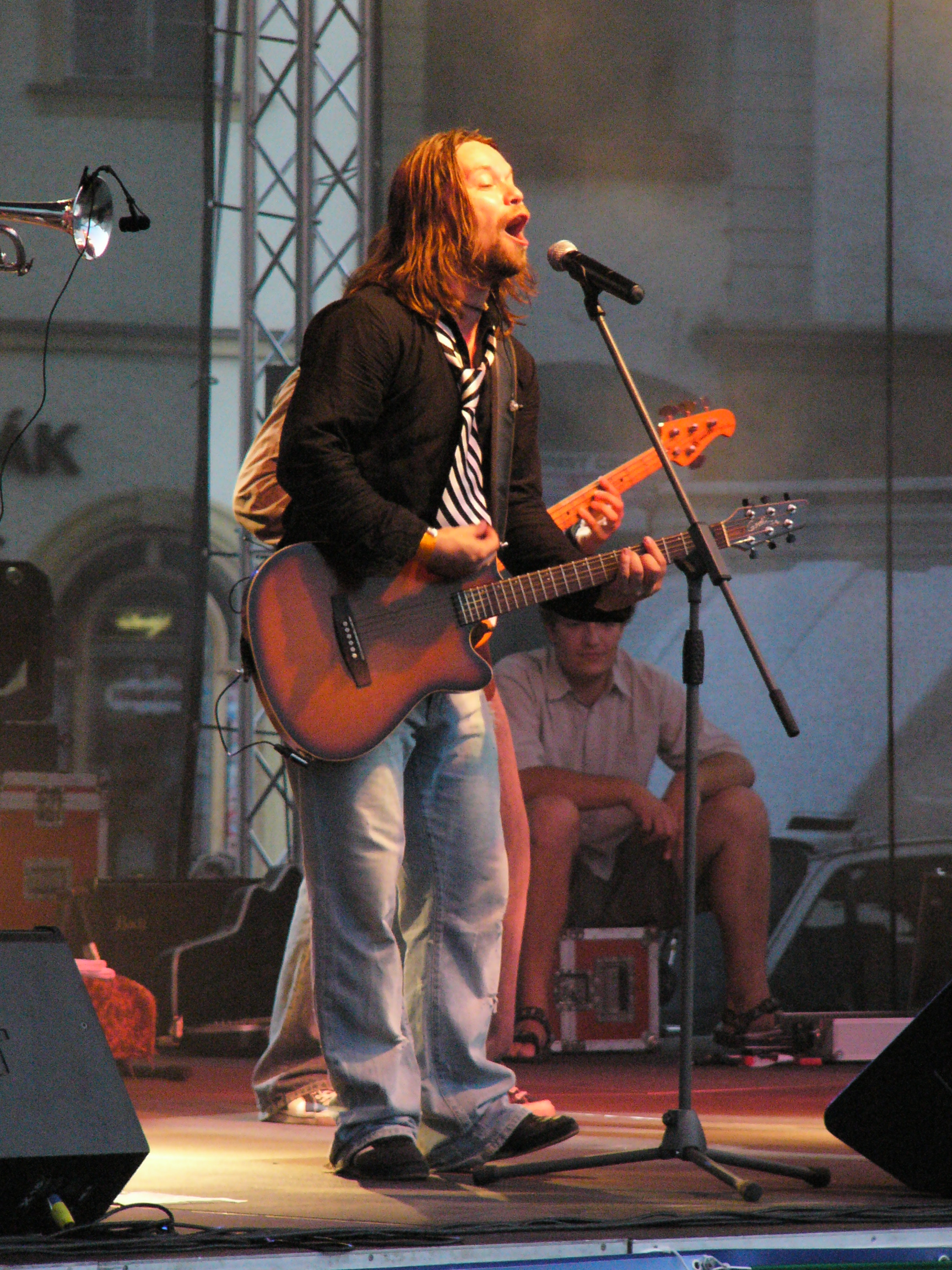
Zpěvák skupiny Kryštof Richard Krajčo

- 2018 – Kryštof na Strahově 2017, CD+DVD

### Singly
- 2001 – Lolita
- 2002 – Obchodník s deštěm
- 2006 – Rubikon (singl vyšel nejprve v nákladu 99 ks a prodával se pouze prostřednictvím internetových stránek kapely)
- 2008 – Atentát (ústřední píseň filmu Bobule)
- 2008 – Tak nějak málo tančím (ústřední píseň seriálu Proč bychom se netopili)
- 2009 – cyRáno (ústřední píseň filmu 2Bobule)
- 2010 – Jeviště
- 2010 – Ostravská Balada
- 2012 – Inzerát
- 2012 – Křídla z mýdla (spolupráce s Jaromírem Nohavicou)
- 2013 – Čím víc vím
- 2013 – Zatančím
- 2013 – Cesta (spolupráce s Tomášem Klusem)
- 2015 – Srdcebeat
- 2015 – Ty a já
- 2015 – Invaze
- 2015 – Každé ráno
- 2016 – Tak pojď hledat břeh
- 2017 – Šňůry
- 2017 – Zůstaň tu se mnou (Za sny)
- 2018 – Naviděnou
- 2019 – Nesmím zapomenout (Mámě)
- 2019 – Hvězdáři (spolupráce se Simou Martausovou)
- 2020 – Hned teď (pojď být světlometem)
- 2020 – Milan Baroš
- 2020 – Vánoční
- 2021 – Halywůd
- 2022 – Co bude pak
- 2023 – Život je krásný

## Profesní ocenění
Anketa Český slavík
- 2013 – Skupina roku
- 2013 – MTV videoklip roku – „Cesta“ s Tomášem Klusem
- 2013 – Nejoblíbenější písnička rádia Impuls – „Cesta“ s Tomášem Klusem
- 2014 – 3. místo (kategorie Skupina)
- 2015 – 3. místo
- 2021 – 2. místo
- 2022 – 3. místo
- 2023 – 3. místo

Hudební ceny Anděl
- 2001 – Objev roku
- 2002 – Skladba roku – „Obchodník s deštěm“
- 2004 – Album roku Pop – Mikrokosmos
- 2005 – Hudební web
- 2006 – Skupina roku
- 2006 – Skladba roku – „Rubikon“
- 2006 – Album roku Pop/Dance – Rubikon
- 2008 – Skupina roku
- 2008 – Skladba roku – „Atentát“
- 2012 – Skupina roku
- 2012 – Album roku – Inzerát
- 2013 – Skladba roku – „Cesta“ s Tomášem Klusem